# رونالد كولمان
رونالد كولمان (بالإنجليزية: Ronald Colman)‏ (مواليد 9 فبراير 1891 - الوفاة 19 مايو 1958) هو ممثل إنجليزي بدأ مسيرته الفنية عام 1914. كما أنه من الفائزين بجوائز الأوسكار.

## روابط خارجية
- رونالد كولمان على موقع IMDb (الإنجليزية)
- رونالد كولمان على موقع الموسوعة البريطانية (الإنجليزية)
- رونالد كولمان على موقع روتن توميتوز (الإنجليزية)
- رونالد كولمان على موقع ألو سيني (الفرنسية)
- رونالد كولمان على موقع ميوزك برينز (الإنجليزية)
- رونالد كولمان على موقع تيرنر كلاسيك موفيز (الإنجليزية)
- رونالد كولمان على موقع أول موفي (الإنجليزية)
- رونالد كولمان على موقع قاعدة بيانات برودواي على الإنترنت (الإنجليزية)
- رونالد كولمان على موقع قاعدة بيانات الأفلام السويدية (السويدية)
- رونالد كولمان على موقع إن إن دي بي (الإنجليزية)